# Géopolitique de l'Atlantique sud
La géopolitique de l'Atlantique sud est l'étude de la partie sud de l'océan Atlantique en tant que territoire partagé ou disputé entre les États. Le Sud-Ouest de cet océan est le théâtre de rivalités économiques et politiques entre le Brésil, l’Uruguay, l’Argentine, le Chili, ainsi que le Royaume-Uni qui est présente sur quelques îles.
Il représente pour ces pays de nombreux enjeux qui entraînent un partage, compliqué par la présence de ressources halieutiques et d’hydrocarbures. Le partage de cet espace a suscité de nombreux conflits entre les États, qui ont le plus souvent abouti à des accords sauf dans le cas des Malouines où les tensions entre l’Argentine et le Royaume-Uni persistent en partie à cause des ressources en hydrocarbures.
La circulation dans cet espace maritime est assez faible malgré une route maritime sûre (sans piraterie) qui le dessert et le détroit de Magellan qui reste un passage stratégique.

## Appropriation de l’espace

### Brésil – Uruguay
En juillet 1972, le Brésil et l’Uruguay signent un accord fixant la limite maritime entre ces deux États. Celle-ci suit la frontière terrestre en passant par la rivière Chui avec une direction perpendiculaire à la côte.

### Argentine – Uruguay
En novembre 1973, l’Uruguay passe un accord avec l’Argentine qui délimite l’espace maritime dans les eaux intérieures du Rio de la Plata et jusqu’au plateau continental où est instauré une zone commune de pêche.

### Royaume-Uni – Argentine
Les Malouines (ou Falklands pour les Britanniques) et la Géorgie du Sud-et-les Îles Sandwich du Sud sont des archipels sous souveraineté du Royaume-Uni depuis 1833, se trouvant à 400 km au large de l’Argentine. Ces deux pays revendiquent ces territoires et la zone les entourant pour ses ressources halieutiques et pétrolières. De plus, le Royaume-Uni ne souhaite pas les céder, afin de rester présente au sein du sud de l’océan Atlantique. En 1982, ces revendications ont mené à une guerre remportée par le Royaume-Uni. Puis en 1986, une zone intermédiaire de pêche est créée, puis élargie en 1990, c’est la « outer zone », afin de coopérer pour la conservation des stocks de poissons. En 1995, ils signent une déclaration commune sur la coopération off-shore concernant une zone commune d’exploitation : la special area, où ils acceptent de mener des actions communes d’exploration et d’exploitation d’hydrocarbures mais ils ne se sont jamais entendu sur la portée de cette déclaration.
Les deux pays n’ayant toujours pas réussi à s’entendre, le Royaume-Uni maintient constamment un bâtiment de guerre dans l’archipel des Malouines. Ainsi en 2012 une mission de routine accompagnée de l’envoi d’un navire britannique de dernière génération a été dénoncée à l’ONU par l’Argentine comme « une tentative britannique de militariser le conflit ». En mars 2013, le Royaume-Uni a organisé un référendum auprès des habitants des Malouines sur leur désir de rester britanniques. 92 % des 1 672 électeurs ont participé au scrutin et seuls trois ont voté contre le maintien des îles sous souveraineté britannique. L'Argentine a dénié la légitimité du vote pour traiter de la question de la souveraineté de l'archipel.
Outre l’importance du conflit des Malouines, il existe aussi une revendication argentine des îles de Géorgie du Sud et des îles Sandwich, actuellement britanniques.

### Argentine – Chili
La frontière terrestre entre ces deux pays est fixée mais la frontière maritime pose problème car elle traverse des îles inhabitées mais dont les eaux territoriales disposent de grandes ressources pétrolières, en particulier dans la zone du canal de Beagle.
Cette affaire a conduit les deux pays au bord d’un conflit armé. En 1984, ils signent un traité de paix et d’amitié reconnaissant la souveraineté chilienne sur les îles de Picton, Nueva et Lennox.

## Ressources et exploitation

### Ressources halieutiques
Seulement 40 % des stocks de poissons sont pleinement exploités alors que 30 % restent sous-exploités et que 30 % sont surexploités voire épuisés. Ainsi le rendement de la pêche représente entre 0,2 et 1 tonne par km² et par an.
Les produits de la pêche sont principalement des mollusques et des démersaux (poissons). La zone de pêche permet l’enrichissement des Malouines avec 250 000 à 300 000 tonnes de poisson pêché par an. L’Argentine pêche quant à elle un million de tonnes par an.

### Ressources en hydrocarbures
Aux alentours des îles Malouines ces ressources inexploitées représenteraient 60 milliards de barils de pétrole. Cette exploitation du pétrole hisserait le Royaume-Uni parmi les 17 plus grands producteurs de pétrole mondiaux.
Des gisements de pétrole sont aussi présents au large de l’Argentine à proximité de la Terre de Feu : Carina et Aries.

## Circulation maritime
Dans cette zone, une route maritime longe la côte et passe par le détroit de Magellan, qui est un passage stratégique entre le Chili continental et la partie chilienne de la Terre de Feu. Il permet de relier le sud de l'Atlantique au sud du Pacifique.
La fréquentation de ce détroit a augmenté ces dernières années. En 1999, il était emprunté par 1256 navires étrangers et 411 navires chiliens. Alors qu’en 2008, 1651 navires étrangers et 577 navires chiliens y sont passés. Le détroit est également traversé par les ferries reliant le Chili continental à la Terre de Feu, à deux endroits.
Cette route, sans piraterie, relie entre eux et avec le reste du monde les ports importants de la région : Montevideo en Uruguay, Buenos Aires en Argentine et Punta Arenas au Chili.